# Justizamt Prökuls
Das Justizamt Prökuls war bis 1849 ein preußisches Gericht mit Sitz in Prökuls.

## Geschichte
Die Justizämter in Ostpreußen waren für die Staatsdomänen zuständig. Das Justizamt Prökuls war ein Gericht 2. Klasse im Sprengel des Oberlandesgerichts Königsberg.
1837 umfasste der Gerichtsbezirk 133 Ortschaften mit 9563 Gerichtseingesessenen. Am Gericht waren ein Justizamtmann und drei Mitarbeiter beschäftigt.
Nach der Märzrevolution wurden 1849 einheitlich Kreisgerichte gebildet. In Prökuls entstand so die Gerichtskommission Prökuls des Kreisgerichts Memel.